# Vân Khánh Tây
Vân Khánh Tây là một xã thuộc huyện An Minh, tỉnh Kiên Giang, Việt Nam.

## Địa lý
Xã Vân Khánh Tây có vị trí địa lý:
- Phía đông và phía nam giáp tỉnh Cà Mau
- Phía tây giáp Vịnh Thái Lan
- Phía bắc giáp xã Vân Khánh.

Xã Vân Khánh Tây có diện tích 42,45 km², dân số năm 2020 là 5.964 người, mật độ dân số đạt 141 người/km².

## Hành chính
Xã Vân Khánh Tây được chia thành 5 ấp: Cây Gõ, Kênh Năm Đất Sét, Kim Qui A1, Kim Qui A2, Phát Đạt.

## Lịch sử
Ngày 14 tháng 11 năm 2001, Chính phủ ban hành Nghị định số 84/2001/NĐ-CP về việc thành lập xã Vân Khánh Tây trên cơ sở 4.641 ha diện tích tự nhiên và 6.339 người của xã Vân Khánh.